# Slive
Slive est le cinquième tome de la série de bande dessinée Les Mondes de Thorgal - La Jeunesse, dont le scénario a été écrit par Yann et les dessins et couleurs réalisés par Roman Surzhenko. L'album fait partie d'une série spin-off qui suit les aventures du jeune Thorgal avant la série principale éponyme.

## Synopsis
Thorgal est à la recherche de Hiérulf-le-penseur, qui a été attaché par Gandalf-le-fou au rocher des sacrifiés mais est parvenu à s'en échapper (voir le tome précédent Berserkers).
Gandalf se rend auprès de Slive qu'il détient captive depuis 9 ans dans la tour noire afin de lui apporter de la nourriture. Il lui réitère sa demande en mariage mais cette dernière refuse toujours de manière véhémente.
Plus tard, avec l'aide de Skald, un jeune garçon capturé par son loup Sharn, Slive parvient à se libérer de sa prison. 
De son côté, Aaricia vient en aide à son amie Enyd qui a encore subit le courroux de Björn qui envisage de la châtier durement. Avec Isoline, elles partent toutes les trois en bateau vers un autre village car seule Aaricia sait naviguer. En mer, leur petite embarcation est percutée et coulée accidentellement par un bateau de marchand orientaux.
Hiérulf est sauf et s'est réfugié chez Ramaha la völva. Celle-ci le déteste car il la faite bannir. Elle le livre donc à Gandalf après lui avoir effacé la mémoire.
Pour faire taire Skald, malgré le fait qu'il l'ai aidée à se libérer, Slive décide de lui couper la langue plutôt que de le tuer.
Deux des trois naufragées vikings ont été recueillies par sur le bateau de marchands orientaux. La troisième n'a pas pu être arrachée aux flots...

## Publications
- Le Lombard, octobre 2017  (ISBN 978-2803671762)

## Ventes
En 2018, Slive s'est vendu à 44 000 exemplaires.